# Dschabal an-Nabi Yunis
Der Dschabal an-Nabi Yunis (arabisch جبل النبي يونس, DMG Ǧabal an-Nabī Yūnis) ist mit 1030 m Höhe die größte Erhebung in den palästinensischen Autonomiegebieten sowie des Judäischen Berglandes. Der Berg liegt in der Stadt Halhul, im Gouvernement Hebron.